# 閻仲實
閻仲實（1433年—？），字光甫，號葵菴，陝西鳳翔府隴州人，軍籍。明朝政治人物。進士出身。

## 生平
景泰七年（1456年）丙子科陝西鄉試第一名。成化五年（1469年）乙丑科會試第四十七名，殿試登進士第二甲第十七名，授吏部主事，累陞员外郎、郎中，二十年二月出為河南右參政，後辭職歸鄉。
有《葵菴集》。

## 家族
曾祖閻才順。祖父閻秀。父閻璿，曾任教諭。